# 12568 Куфнер
12568 Куфнер (12568 Kuffner) — астероїд головного поясу, відкритий 11 листопада 1998 року.
Тіссеранів параметр щодо Юпітера — 3,231.